# Circuit de Wallonie
Circuit de Wallonie je jednodenní cyklistický závod konaný v belgickém regionu Valonsko od roku 1966. Od roku 2005 je závod součástí UCI Europe Tour, do roku 2018 na úrovni 1.2, od roku 2019 na úrovni 1.1. Do roku 2003 se závod konal pod názvem Circuit du Hainaut. Ročník 2020 byl zrušen kvůli pandemii covidu-19.

## Seznam vítězů
| Rok  | Země                               | Jezdec                             | Tým                                    |
| ---- | ---------------------------------- | ---------------------------------- | -------------------------------------- |
| 1966 | Belgie                             | Roger Rosiers                      |                                        |
| 1967 | Belgie                             | Jozef Schoeters                    |                                        |
| 1968 | Belgie                             | Jozef Schoeters                    |                                        |
| 1969 | Belgie                             | Paul Crapez                        |                                        |
| 1970 | Belgie                             | Willy Abbeloos                     |                                        |
| 1971 | Belgie                             | Michel Van Vlierden                |                                        |
| 1972 | Belgie                             | Lucien De Brauwere                 |                                        |
| 1973 | Belgie                             | Roger De Beukelaer                 |                                        |
| 1974 | Belgie                             | Joseph Gijsemans                   |                                        |
| 1975 | Belgie                             | Ferdi Van Den Haute                |                                        |
| 1976 | Belgie                             | André Van Den Steen                |                                        |
| 1977 | Belgie                             | René Martens                       |                                        |
| 1978 | Belgie                             | Daniel Willems                     |                                        |
| 1979 | Belgie                             | Etienne De Wilde                   |                                        |
| 1980 | Belgie                             | Paul Haghedooren                   |                                        |
| 1981 | Belgie                             | Kurt Dockx                         |                                        |
| 1982 | Belgie                             | Patrick Cocquyt                    |                                        |
| 1983 | Belgie                             | Diederik Foubert                   |                                        |
| 1984 | Belgie                             | Stefan Van Leeuwe                  |                                        |
| 1985 | Belgie                             | Stefan Van Leeuwe                  |                                        |
| 1986 | Belgie                             | Peter Roes                         |                                        |
| 1987 | Belgie                             | Peter De Clercq                    |                                        |
| 1988 | Belgie                             | Jean-François Brasseur             |                                        |
| 1989 | Belgie                             | Michel Stasse                      |                                        |
| 1990 | Belgie                             | Johan Remels                       |                                        |
| 1991 | Belgie                             | Fabrice Dejardin                   |                                        |
| 1992 | Belgie                             | Nico Desmet                        |                                        |
| 1993 | Nizozemsko                         | Casper Van der Meer                |                                        |
| 1994 | Belgie                             | Yannick Cornelis                   |                                        |
| 1995 | Belgie                             | Rik Verbrugghe                     |                                        |
| 1996 | Belgie                             | Fabien De Waele                    |                                        |
| 1997 | Belgie                             | Wim Heselmans                      |                                        |
| 1998 | Belgie                             | Danny Swinnen                      |                                        |
| 1999 | Nizozemsko                         | Marcel Duijn                       |                                        |
| 2000 | Belgie                             | Jan Verstraeten                    |                                        |
| 2001 | Kazachstán                         | Dmitrij Muravjov                   |                                        |
| 2002 | Belgie                             | Johan Vansummeren                  |                                        |
| 2003 | Belgie                             | Preben Van Hecke                   |                                        |
| 2004 | Belgie                             | Gianni Meersman                    |                                        |
| 2005 | Belgie                             | Erik Lievens                       |                                        |
| 2006 | Belgie                             | Nikolas Maes                       | Beveren 2000                           |
| 2007 | Belgie                             | Francis De Greef                   | Davitamon–Win for Life–Jong Vlaanderen |
| 2008 | Belgie                             | Ben Hermans                        | Davo                                   |
| 2009 | Belgie                             | Romain Zingle                      | Vérandas Willems                       |
| 2010 | Belgie                             | Thomas Degand                      | Vérandas Willems                       |
| 2011 | Kolumbie                           | Diego Tamayo                       | Team WIT                               |
| 2012 | Jihoafrická republika              | Reinardt Janse van Rensburg        | MTN–Qhubeka                            |
| 2013 | Belgie                             | Sébastien Delfosse                 | Crelan–Euphony                         |
| 2014 | Nizozemsko                         | Maurits Lammertink                 | Cycling Team Jo Piels                  |
| 2015 | Belgie                             | Stef Van Zummeren                  | Vérandas Willems                       |
| 2016 | Francie                            | Kévin Lalouette                    | EC Raismes Petite–Forêt                |
| 2017 | Nizozemsko                         | Maarten van Trijp                  | Metec–TKH                              |
| 2018 | Dánsko                             | Mikkel Frølich Honoré              | Team Virtu Cycling                     |
| 2019 | Francie                            | Thomas Boudat                      | Total Direct Énergie                   |
| 2020 | Nejelo se kvůli pandemii covidu-19 | Nejelo se kvůli pandemii covidu-19 | Nejelo se kvůli pandemii covidu-19     |
| 2021 | Francie                            | Christophe Laporte                 | Cofidis                                |
| 2022 | Itálie                             | Andrea Pasqualon                   | Intermarché–Wanty–Gobert Matériaux     |
| 2023 | Belgie                             | Jordi Meeus                        | Bora–Hansgrohe                         |